# Reloj químico
Un reloj químico (o reacción reloj) es una mezcla compleja de compuestos químicos reactivos en los que el inicio de una propiedad observable (decoloración o coloración) ocurre después de un tiempo de inducción predecible debido a la presencia de especies reloj en una cantidad detectable. En los casos en que uno de los reactivos tenga un color visible, cruzar un umbral de concentración puede provocar un cambio de color abrupto después de un lapso de tiempo reproducible.

## Tipos
Las reacciones reloj se pueden clasificar en tres o cuatro tipos:

### Reacción reloj de agotamiento de sustrato
La reacción reloj más simple que presenta dos reacciones:
A → C (tasa k1)
B + C → productos (tasa k2, rápido)
Cuando el sustrato (B) está presente, la especie reloj (C) se consume rápidamente en la segunda reacción. Solo cuando el sustrato se agota, la especie C puede acumularse y hacer que cambie el color. Un ejemplo de esta reacción del reloj es la reacción del sulfito/yodato o la reacción reloj de yodo, también conocida como reacción de Landolt.
A veces, una reacción reloj implica la producción de especies intermedias en tres reacciones consecutivas.
P + Q → R
R + Q → C
P + C → 2R
Dado que Q está en exceso, cuando el sustrato (P) se agota, C se acumula dando como resultado el cambio de color.

### Reacción reloj impulsada por autocatálisis
La base de la reacción es similar a la reacción del reloj que agota el sustrato, excepto por el hecho de que la velocidad k2 es muy lenta, lo que conduce a la coexistencia de sustratos y especies reloj, por lo que no es necesario que el sustrato se agote para observar la cambio de color El ejemplo de este reloj es la reacción de pentationato/yodato.

### Comportamiento pseudoreloj
Las reacciones de esta categoría se comportan como una reacción reloj, sin embargo, son irreproducibles, impredecibles y difíciles de controlar. Los ejemplos son reacciones de clorito/tiosulfato y yoduro/clorito.

### Reacción del reloj loco (crazy clock)
La reacción es irreproducible en cada ejecución debido a la falta de homogeneidad inicial de la mezcla que resulta de la variación en la velocidad de agitación, el volumen total y la geometría de los reactores. La repetición de la reacción de manera estadísticamente significativa conduce a la curva de distribución de probabilidad acumulativa reproducible. El ejemplo de este reloj es la reacción de yodato/ácido arsénico.
Una reacción puede caer en más de una clasificación anterior según las circunstancias. Por ejemplo, la reacción de yodato-ácido arsénico puede ser una reacción reloj que agota el sustrato, una reacción reloj impulsada por autocatálisis y una reacción reloj loco.

## Ejemplos
Una clase de ejemplo son las reacciones reloj de yodo, en las que una especie de yodo se mezcla con reactivos redox en presencia de almidón. Después de un retraso, aparece repentinamente un color azul oscuro debido a la formación de un complejo triyoduro-almidón.
Se pueden agregar reactivos adicionales a algunos relojes químicos para construir un oscilador químico. Por ejemplo, la reacción de Briggs-Rauscher se deriva de una reacción reloj de yodo al agregar ácido perclórico, ácido malónico y sulfato de manganeso.